# Вінтон (Огайо)
Вінтон (англ. Vinton) — селище (англ. village) в США, в окрузі Галлія штату Огайо. Населення — 224 особи (2020).

## Географія
Вінтон розташований за координатами 38°58′50″ пн. ш. 82°19′59″ зх. д. / 38.98056° пн. ш. 82.33306° зх. д. (38.980447, -82.333130).  За даними Бюро перепису населення США в 2010 році селище мало площу 3,14 км², з яких 3,05 км² — суходіл та 0,09 км² — водойми.

## Демографія
Згідно з переписом 2010 року, у селищі мешкали 222 особи в 95 домогосподарствах у складі 65 родин. Густота населення становила 71 особа/км².  Було 125 помешкань (40/км²).
Расовий склад населення:
| - 99,1 % — білих - 0,9 % — чорних або афроамериканців |

До двох чи більше рас належало 0,0 %. Частка іспаномовних становила 0,5 % від усіх жителів.
За віковим діапазоном населення розподілялося таким чином: 20,3 % — особи молодші 18 років, 63,0 % — особи у віці 18—64 років, 16,7 % — особи у віці 65 років та старші. Медіана віку мешканця становила 46,7 року. На 100 осіб жіночої статі у селищі припадало 89,7 чоловіків;  на 100 жінок у віці від 18 років та старших — 88,3 чоловіків також старших 18 років.
Середній дохід на одне домашнє господарство  становив 38 219 доларів США (медіана — 31 563), а середній дохід на одну сім'ю — 39 869 доларів (медіана — 34 063). За межею бідності перебувало 21,0 % осіб, у тому числі 28,6 % дітей у віці до 18 років та 6,7 % осіб у віці 65 років та старших.
Цивільне працевлаштоване населення становило 80 осіб. Основні галузі зайнятості: освіта, охорона здоров'я та соціальна допомога — 35,0 %, роздрібна торгівля — 11,3 %, мистецтво, розваги та відпочинок — 10,0 %.